# Engle hører til i himlen
Engle hører til i himlen er en kortfilm instrueret af Charlotte Madsen efter eget manuskript.

## Handling
Lau er syv år gammel og bor på et børnehjem, hvor han har boet siden hans far hængte sig selv en juleaften. Nu er det jul igen, og Lau prøver stadig at forstå sin far og ikke mindst sig selv. Laus metode til forståelse er farlig og ugennemtænkt, men føles rigtig. Om natten når alle sover, går Lau op på børnehjemmets loft, hvor han gemmer alle minderne om sin far. En dag ankommer pigen Esta til børnehjemmet, og måske har hun det på samme måde.

## Medvirkende
- Justin Geertsen som Lau

- Embla Hvila Gren-Ventzel som Esta

- Therese Glahn som Birgitte

- Flemming Bang som Raf

- Jonas Kristensen som Kasper

- Elias Nielsen som Jonas

- Magnus Helt som Albert

- Jesper Lauerholt som Far